# Calypso (Boudewijn de Groot)
Calypso is een single van Boudewijn de Groot. Het is afkomstig van zijn livealbum Concert uit 1982.
Calypso is oorspronkelijk een lied van De Groots (auto)biografische album Waar ik woon en wie ik ben, die hij samen schreef met ex-schoolmaatje René Daalder. De Groot over Calypso (situatie in 1975): "Het gaat over de 'Nederlandse neger', wiens eigen muziek in ons land geen enkele invloed heeft - dit in tegenstelling tot die van de Amerikaanse negermuziek op de muziek in Amerika."
Vertrek is geschreven door De Groot en Lennaert Nijgh voor het album Van een afstand. Het gaat over een opgebroken relatie.
De single wist de Nederlandse en Belgische hitparades niet te bereiken. Het album had het qua verkoop ook moeilijk; het haalde een twintigste plaats in vier weken.